# Пароди, Франко
Фра́нко Марти́н Паро́ди (исп. Franco Martín Parodi; родился 29 ноября 1989 года) — аргентинский футболист, нападающий.
С апреля по август 2009 года выступал за российский «Спартак-Нальчик», был взят в аренду из аргентинской команды «Дефенсорес-де-Бельграно». Дебютировал в российской Премьер-Лиге 3 апреля 2009 года в матче против московского «Спартака». Всего, в чемпионате провёл шесть матчей, в которых не забил ни одного гола. После окончания аренды Пароди вернулся в Аргентину, а в августе перешёл в португальский «Риу Аве».
В октябре 2014 года стал игроком клуба «Хусто Хосе де Уркиса».